# Zespół klasztorny pijarów w Piotrkowie Trybunalskim
Zespół klasztorny pijarów w Piotrkowie Trybunalskim – zespół budynków klasztornych na Starym Mieście w Piotrkowie Trybunalskim, mieszczący w XVII/XVIII w. klasztor pijarów.
Na zespół składa się kościół (obecnie kościół ewangelicko-augsburski) oraz dawne budynki klasztorne. Obiekty wchodzące w skład zespołu wpisane są do rejestru zabytków: kościół pod numerem 659 z 9.09.1967 oraz zabudowania klasztorne pod numerem 660 z 9.09.1967. Obiekty znajdują się też w gminnej ewidencji zabytków miasta Piotrkowa Trybunalskiego.
Pijarzy przybyli do Piotrkowa w 1674 i  osiedli w kamieniczce przy ul. Rwańskiej, otrzymanej od Stanisława Jaxa Bykowskiego. Założyli w niej kaplicę i szkołę, konkurującą z piotrkowskim kolegium jezuitów. W latach 1689–1718 wybudowali kościół. Z czasem zabudowali obiektami klasztornymi cały kwartał między dzisiejszymi ulicami Rycerską, Wojska Polskiego i Rwańską. W czasie pożaru miasta w 1786 zabudowania pijarów zostały zniszczone, a oni sami przenieśli się do obiektów po skasowanym zakonie jezuitów.
W 1795 roku kościół objęli luteranie. W 1824 i pod koniec XIX w. miały miejsce przebudowy kościoła (dobudowano m.in. dwie wieżyczki i zwieńczono fasadę półkolistym szczytem). Dawne zabudowania klasztorne zostały zakupione przez władze pruskie, które od 1793 urządziły w nich więzienie. Więzienie w dawnych budynkach klasztornych funkcjonowało aż do 2005. Po przeniesieniu zakładu karnego na obrzeża Piotrkowa na jego miejscu powstało centrum handlowe.

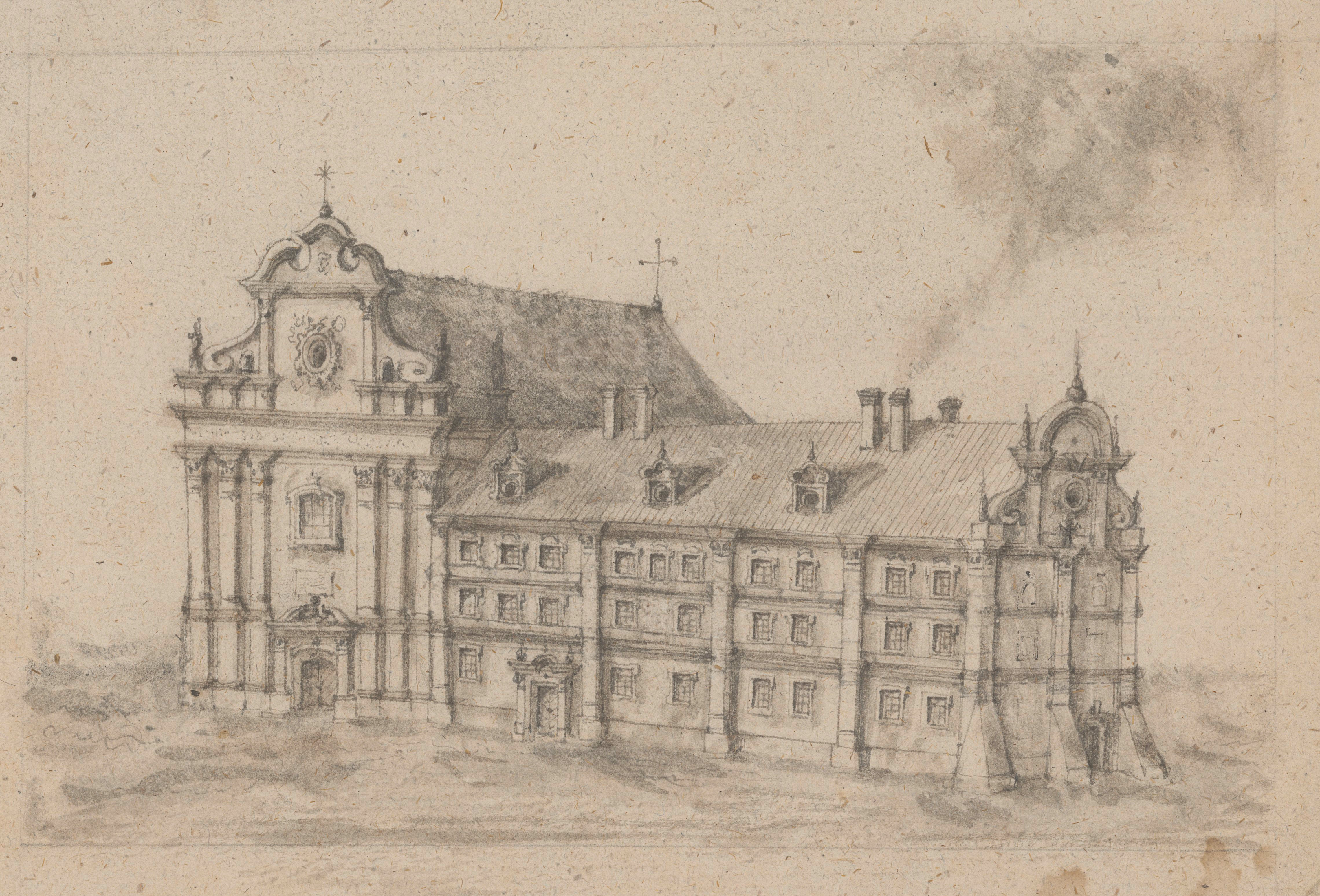
Kościół i klasztor na grafice z lat 1800–1820
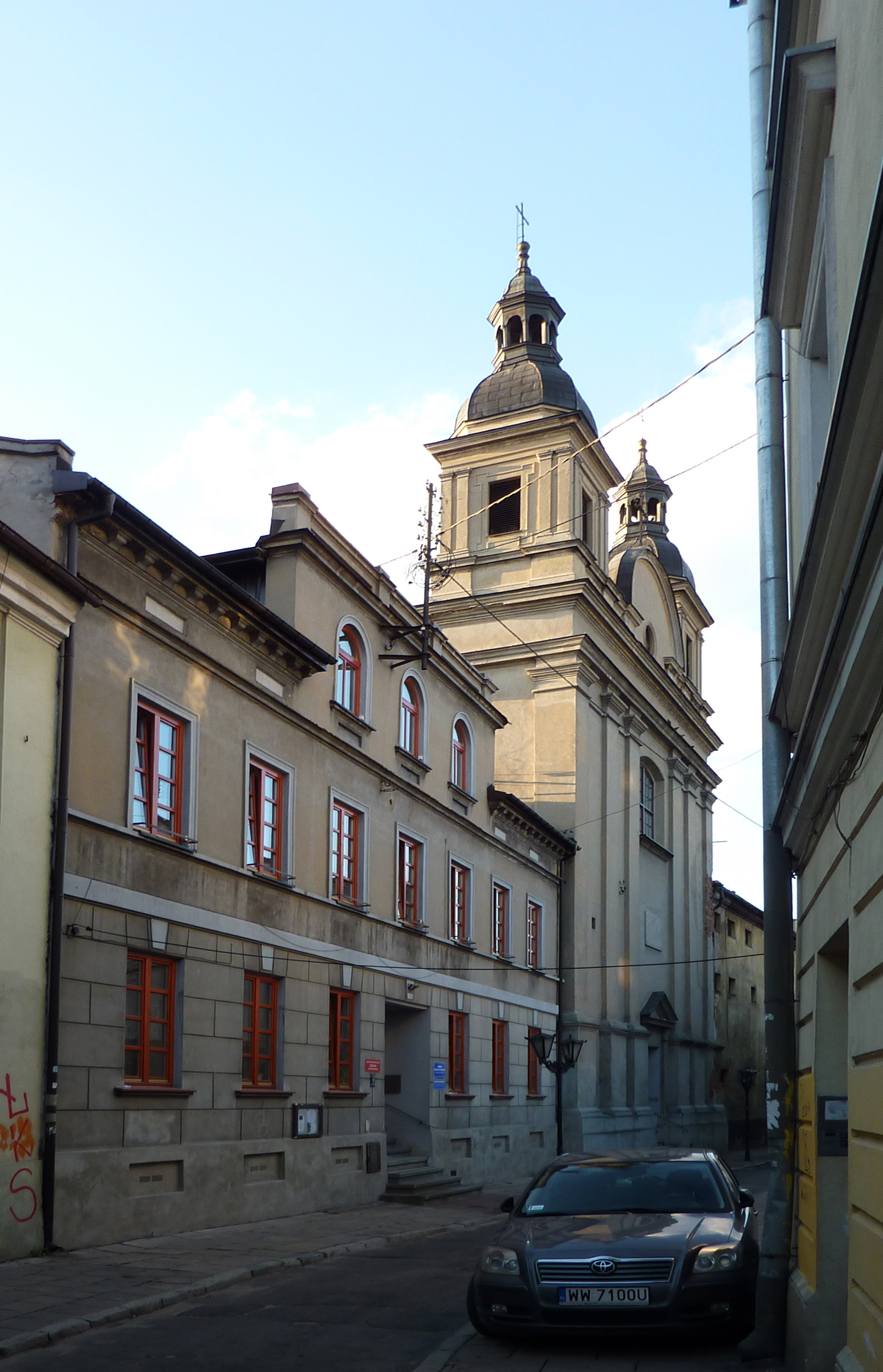
Dawny kościół pijarski, obecnie ewangelicko-augsburski
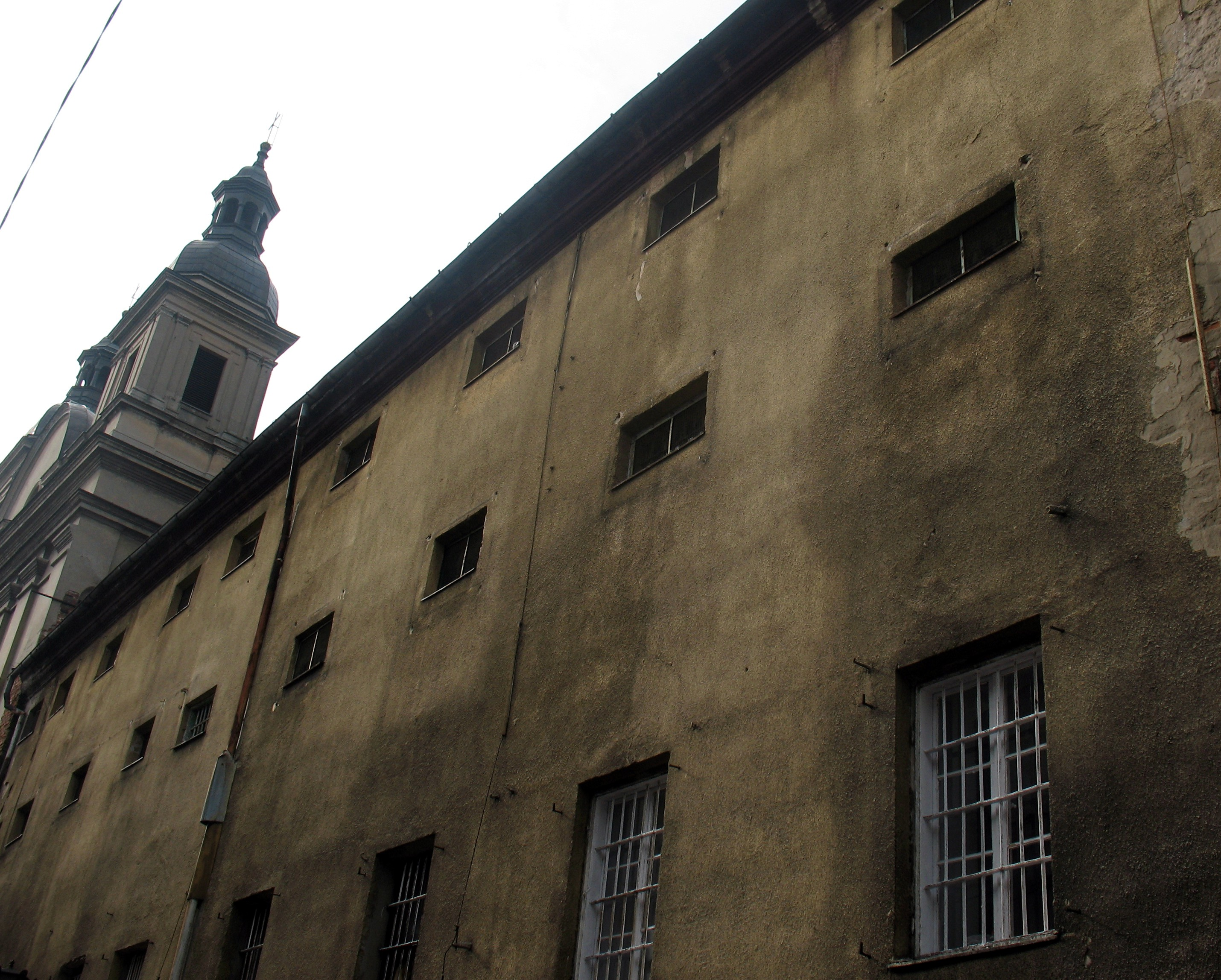
Dawny budynek klasztorny, później więzienie